# Primera batalla de Dernancourt
La primera batalla de Dernancourt fue una batalla librada el 28 de marzo de 1918 cerca de la población de Dernancourt en el norte de Francia durante la Primera Guerra Mundial. Esta batalla involucró una fuerza del 2° Ejército Alemán atacando elementos del VII Cuerpo, que incluía tropas británicas y australianas; y resultó en una completa derrota del asalto alemán.  
Las 3ª División y 4ª División Australianas habían sido enviadas al sur de Bélgica para ayudar a detener la marea ofensiva de la Kaiserschlacht hacia Amiens, y con la 35° División Británica, mantuvieron una línea al oeste y al norte entre el Río Ancre  y el Río Somme, formando el flanco sur del Tercer Ejército Británico. Gran parte de la primera línea del VII Cuerpo consistió en una serie de postes colgados a lo largo de un terraplén ferroviario entre Albert y Buire-sur-l'Ancre. La principal fuerza de asalto alemana fue la 50° División de Reserva del XXIII Cuerpo de Reserva, que concentró su asalto en la línea entre Albert y Dernancourt, atacando fuera de la línea de marcha después de una breve preparación de artillería. Los ataques de apoyo serían lanzados por la 13ª División más al oeste. Algunos comandantes alemanes consideraron que el éxito era improbable a menos que el terraplén se encontrara debilitado, por lo que el Comandante del 2° Ejército Alemán ordenó posponer el ataque; pero este mensaje nunca llegó a tiempo a las tropas de asalto.
Los alemanes atacaron al amanecer amparados por la niebla, pero aparte de una pequeña penetración de una compañía en la madrugada; que fue rápidamente repelida, en parte por las acciones del Sargento Stanley McDougall del 47° Batallón Australiano, los alemanes no lograron atravesar las defensas del VII Cuerpo. McDougall fue galardonado con la Cruz Victoria para Australia; la más alta distinción que puede recibir un soldado australiano por su valentía frente al enemigo. Al final de la tarde empezó a llover, haciendo menos probable la pronta reanudación del asalto. Los alemanes sufrieron unas 550 bajas durante la batalla y los australianos tuvieron al menos 137 muertos o heridos.La 35ª División Británica sufrió 1.540 bajas del 25 al 30 de marzo. En la semana siguiente a la batalla, los alemanes reanudaron sus intentos de avanzar en el sector, culminando en la Segunda Batalla de Dernancourt el 5 de abril, cuando los alemanes fueron derrotados en un combate desesperado.